# Приповедања Радоја Домановића
Приповедања Радоја Домановића је југословенска телевизијска серија, снимљена 1979. године а први пут је емитована 1980. Серију је режирао Славољуб Стефановић Раваси а сценарио је адаптирао Милован Витезовић према причама Радоја Домановића.